# Relaciones Bolivia-Paraguay
Las Relaciones Bolivia-Paraguay se refiere a la relaciones exteriores existentes entre el Estado Plurinacional de Bolivia y la República del Paraguay. Las relaciones diplomáticas entre ambos países data desde hace muchas décadas atrás.
El año 1932, ambos países romperían sus relaciones diplomáticas e ingresarían en una desastrosa guerra denominada la Guerra del Chaco, la cual duraría 3 años, hasta el año 1935. Esta guerra ocasionó graves consecuencias económicas, sociales y políticas para ambos países, retrasando de esa manera su desarrollo. El año 1938 se firmaría definitivamente un Tratado de Paz entre ambas naciones y la posterior delimitación de fronteras. 
En la actualidad, Bolivia y Paraguay mantienen excelentes relaciones diplomáticas, y también en los últimos años buenas relaciones comerciales y económicas.  Desde septiembre de 2013, la empresa estatal boliviana Yacimientos Petrolíferos Fiscales Bolivianos (YPFB) ha ingresando a Paraguay, abasteciendo al mercado paraguayo con Gas Licuado de Petróleo (GLP), en asociación con la empresa estatal Petróleos Paraguayos (Petropar).

## Historia
El 12 de junio de 2019 se realizó el I Gabinete Binacional Bolivia-Paraguay en La Paz.

### Gas Licuado de Petróleo
El 10 de mayo de 2013, ingresa en funcionamiento la primera Planta Separadora de Líquidos de Río Grande, ubicado en el Departamento de Santa Cruz en Bolivia. La construcción de la planta tuvo un costo de 159 millones de dólares. Dos días después, el 12 de mayo de 2013, el entonces presidente de la empresa de YPFB Carlos Villegas, señalaba que desde julio de ese año se exportaría 5.500 toneladas métricas de Gas Licuado de Petróleo a Paraguay. El contrato se realizaría con la empresa privada paraguaya Trafigura que llevaría el producto al Paraguay.
Hasta el 20 de agosto de 2013, YPFB espera todavía la autorización de la Agencia Nacional de Hidrocarburos (ANH) de Bolivia, para poder exportar al mercado paraguayo. El 22 de agosto de 2013, la ANH concedió el permiso a YPFB para exportar 5.100 toneladas de GLP.
Desde septiembre de 2013 hasta enero de 2014 (en solo 5 meses), Bolivia había logrado exportar alrededor de 9.842 toneladas métricas de Gas Licuado de Petróleo (GLP) al Paraguay y a Perú.
El diciembre de 2013, la empresa estatal paraguaya Petropar anunció que estaría dispuesta a comprar hasta 53.200 toneladas métricas de Gas Licuado de Petróleo a la empresa estatal Yacimientos Petrolíferos Fiscales Bolivianos.
El 30 de junio de 2015, Bolivia firma oficialmente un acuerdo con Paraguay para exportar Gas Licuado de Petróleo a la nación guaraní.
El 24 de agosto de 2015, se inauguró la segunda Planta de Separadora de Líquidos de Gran Chaco, ubicado en la localidad de Yacuiba del Departamento de Tarija. La construcción de la planta tuvo un costo de 690 millones de dólares y fue financiada 100 % por el estado boliviano e inaugurada por los presidentes de ambos países Evo Morales y Horacio Cartes. Durante la inauguración se estableció que esta planta abastecería la demanda total de Gas Licuado de Petróleo del mercado paraguayo.

### Gasoducto Bolivia-Paraguay y gas domiciliario
En 2017 Bolivia y Paraguay renueva el contrato, en el cual se establecía la construcción de un gasoducto que una ambos países, además de la instalación de gas domiciliario por parte de YPFB en diferentes ciudades de Paraguay.

### Cemento
El 23 de febrero de 2018, la empresa privada boliviana de fabricación de cemento "ITACAMBA", anunció que empezaría a exportar alrededor de 59.000 toneladas de cemento al Paraguay para abastecer el mercado paraguayo. Esto debido a la sobreproducción de cemento en Bolivia.

## Embajadores

### Embajadores de Bolivia en Paraguay
| Embajadores Bolivianos en Paraguay           | Designado por el Presidente de Bolivia | Periodo como Embajador o Embajadora | Periodo como Embajador o Embajadora | Referencia    |
| Embajadores Bolivianos en Paraguay           | Designado por el Presidente de Bolivia | INICIO                              | FINAL                               | Referencia    |
| -------------------------------------------- | -------------------------------------- | ----------------------------------- | ----------------------------------- | ------------- |
| Guillermo Tineo Leigue † (1928-2011)         | Jaime Paz Zamora                       | 10 de septiembre de 1989            | 10 de octubre de 1993               |               |
| Eloy Ávila Alberdi (1929-)                   | Gonzalo Sánchez de Lozada              | 13 de octubre de 1993               | 10 de octubre de 1997               |               |
| Luis Gonzáles Quintanilla (1943-)            | Hugo Banzer Suárez                     | 13 de octubre de 1997               | 8 de diciembre de 2000              |               |
| Raúl Zelada (encargado)                      | Hugo Banzer Suárez                     | 8 de diciembre de 2000              | 8 de diciembre de 2003              |               |
| Alfredo Seoane Flores (-)                    | Carlos Mesa Gisbert                    | 8 de diciembre de 2003              | 9 de junio de 2006                  | [ 14 ] [ 15 ] |
| Marco Antonio Vidaurre Noriega † (1951-2012) | Evo Morales Ayma                       | 9 de junio de 2006                  | 3 de noviembre de 2008              | [ 16 ] [ 17 ] |
| Marcelo Quezada Gambarte (-)                 | Evo Morales Ayma                       | 3 de noviembre de 2008              | 1 de julio de 2012                  | [ 18 ]        |
| Rosendo Alpiri Nominé (1986-)                | Evo Morales Ayma                       | 31 de octubre de 2014               | 16 de mayo de 2016                  |               |
| Reynaldo Llanque Arce (-)                    | Evo Morales Ayma                       | 16 de mayo de 2016                  | 15 de noviembre de 2019             |               |
| Elba Zoraida Reguerin Pardo (encargada)      | Jeanine Áñez Chávez                    | 15 de noviembre de 2019             | 25 de agosto de 2021                |               |
| Mario Cronembold Aponte (1973-)              | Luis Arce Catacora                     | 25 de agosto de 2021                | 1 de noviembre de 2021              |               |

## Demografía y Migración

### Historia demográfica del Paraguay
| Evolución demográfica e histórica de la población paraguaya desde el primer censo oficial realizado en 1846. | Evolución demográfica e histórica de la población paraguaya desde el primer censo oficial realizado en 1846. | Evolución demográfica e histórica de la población paraguaya desde el primer censo oficial realizado en 1846. | Evolución demográfica e histórica de la población paraguaya desde el primer censo oficial realizado en 1846. |
| N. | Año | Habitantes Paraguay                                                                                          | Censos de Población y Vivienda                                                                               |
| --- | --- | --- | --- |
| SIGLO XIX | | | |
| 1° | 1846 | 233 394 | Censo paraguayo de 1846                                                                                      |
| 2° | 1870 | 116 351 | Censo paraguayo de 1870                                                                                      |
| SIGLO XX | | | |
| 3° | 1950 | 1 328 452 | Censo paraguayo de 1950                                                                                      |
| 4° | 1962 | 1 819 103 | Censo paraguayo de 1962                                                                                      |
| 5° | 1972 | 2 357 955 | Censo paraguayo de 1972                                                                                      |
| 6° | 1982 | 3 029 830 | Censo paraguayo de 1982                                                                                      |
| 7° | 1992 | 4 152 588 | Censo paraguayo de 1992                                                                                      |
| SIGLO XXI | | | |
| 8° | 2002 | 5 163 198 | Censo paraguayo de 2002                                                                                      |
| 9° | 2012 | 6 461 041 | Censo paraguayo de 2012                                                                                      |
| 10° | 2022 | 6 109 644 | Censo paraguayo de 2022                                                                                      |

Mapa de Paraguay en Sudamérica

HISTORIA DEMOGRÁFICA DEL PARAGUAY 
 (Según los históricos censos paraguayos 
de población desde 1846 hasta 2022)
Fuente: Instituto Nacional de Estadística del Paraguay (INE)

### Historia demográfica de Bolivia
| Evolución demográfica e histórica de la población boliviana desde el primer censo oficial realizado en 1831. | Evolución demográfica e histórica de la población boliviana desde el primer censo oficial realizado en 1831. | Evolución demográfica e histórica de la población boliviana desde el primer censo oficial realizado en 1831. | Evolución demográfica e histórica de la población boliviana desde el primer censo oficial realizado en 1831. |
| N.º | Año | Habitantes Bolivia                                                                                           | Censos de Población y Vivienda                                                                               |
| --- | --- | --- | --- |
| SIGLO XIX | | | |
| 1° | 1831 | 1 088 768 | Censo boliviano de 1831                                                                                      |
| 2° | 1835 | 1 060 777 | Censo boliviano de 1835                                                                                      |
| 3° | 1845 | 1 378 896 | Censo boliviano de 1845                                                                                      |
| 4° | 1854 | 2 326 126 | Censo boliviano de 1854                                                                                      |
| 5° | 1882 | 1 172 156 | Censo boliviano de 1882                                                                                      |
| SIGLO XX | | | |
| 6° | 1900 | 1 766 451 | Censo boliviano de 1900                                                                                      |
| 7° | 1950 | 2 704 165 | Censo boliviano de 1950                                                                                      |
| 8° | 1976 | 4 613 419 | Censo boliviano de 1976                                                                                      |
| 9° | 1992 | 6 420 792 | Censo boliviano de 1992                                                                                      |
| SIGLO XXI | | | |
| 10° | 2001 | 8 274 325 | Censo boliviano de 2001                                                                                      |
| 11° | 2012 | 10 059 856                                                                                                   | Censo boliviano de 2012                                                                                      |
| 12° | 2024 | 11 312 620                                                                                                   | Censo boliviano de 2024                                                                                      |
| Instituto Nacional de Estadística de Bolivia (INE)                                                           | | | |

Mapa de Bolivia en Sudamérica

HISTORIA DEMOGRÁFICA DE BOLIVIA 
 (Según los históricos censos bolivianos 
de población desde 1831 hasta 2024)
Fuente: Instituto Nacional de Estadística de Bolivia (INE)

### Poblaciones históricas de Bolivia y Paraguay
| Departamentos de Bolivia y Paraguay ordenados por Población (según el censo boliviano de 2024 y censo paraguayo de 2022) | Departamentos de Bolivia y Paraguay ordenados por Población (según el censo boliviano de 2024 y censo paraguayo de 2022) | Departamentos de Bolivia y Paraguay ordenados por Población (según el censo boliviano de 2024 y censo paraguayo de 2022) | Departamentos de Bolivia y Paraguay ordenados por Población (según el censo boliviano de 2024 y censo paraguayo de 2022) |  |
| N.º | Departamento | Habitantes | Pertenece a |  |
| --- | --- | --- | --- |  |
| 1.º | Santa Cruz | 3 115 386 | Bolivia |  |
| 2.º | La Paz | 3 022 566 | Bolivia |  |
| 3.º | Cochabamba | 2 005 373 | Bolivia |  |
| 4.º | Central | 1 883 927 | Paraguay |  |
| | | | |  |
| 5.º | Potosí | 856 419 | Bolivia |  |
| 6.º | Alto Paraná | 763 702 | Paraguay |  |
| 7.º | Chuquisaca | 600 132 | Bolivia |  |
| 8.º | Oruro | 570 194 | Bolivia |  |
| 9.º | Tarija | 534 348 | Bolivia |  |
| | | | |  |
| 10.º | Beni | 477 441 | Bolivia |  |
| 11.º | Asunción | 462 241 | Paraguay |  |
| 12.º | Itapúa | 449 642 | Paraguay |  |
| 13.º | Caaguazú | 431 519 | Paraguay |  |
| 14.º | San Pedro | 355 175 | Paraguay |  |
| 15.º | Cordillera | 268 037 | Paraguay |  |
| 16.º | Concepción | 206 181 | Paraguay |  |
| 17.º | Paraguarí | 200 472 | Paraguay |  |
| 18.º | Canindeyú | 191 114 | Paraguay |  |
| 19.º | Guairá | 179 555 | Paraguay |  |
| 20.º | Amambay | 179 412 | Paraguay |  |
| 21.º | Caazapá | 139 479 | Paraguay |  |
| 22.º | Pando | 130 761 | Bolivia |  |
| 23.º | Presidente Hayes | 123 313 | Paraguay |  |
| 24.º | Misiones | 111 142 | Paraguay |  |
| | | | |  |
| 25.º | Ñeembucú | 76 719 | Paraguay |  |
| 26.º | Boquerón | 71 078 | Paraguay |  |
| 27.º | Alto Paraguay | 17 195 | Paraguay |  |
| | | | |  |
| TOTAL | Paraguay | 6 109 903 | 35,1 % |  |
| TOTAL | Bolivia | 11 312 620 | 64,9 % |  |
| TOTAL | Bolivia y Paraguay | 17 422 523 | 100 % |  |
| Fuente: Instituto Nacional de Estadística de Bolivia (INE) Fuente: Instituto Nacional de Estadística del Paraguay (INE). | | | |  |

### Inmigración boliviana en Paraguay
En la actualidad hay alrededor de 1100 bolivianos viviendo en Paraguay.
Evolución histórica de la inmigración boliviana en Paraguay (1990-2025)
Fuente: Organización de las Naciones Unidas

### Inmigración paraguaya en Bolivia
En la actualidad hay alrededor de 5300 paraguayos viviendo en Bolivia.
Evolución histórica de la inmigración paraguaya en Bolivia (1990-2025)
Fuente: Organización de las Naciones Unidas